# Orrouer
Orrouer és un municipi francès, situat al departament de l'Eure i Loir i a la regió de Centre – Vall del Loira. L'any 2007 tenia 275 habitants.

## Demografia

### Població
El 2007 la població de fet d'Orrouer era de 275 persones. Hi havia 102 famílies, de les quals 16 eren unipersonals (12 homes vivint sols i 4 dones vivint soles), 37 parelles sense fills, 41 parelles amb fills i 8 famílies monoparentals amb fills.
La població ha evolucionat segons el següent gràfic:
Habitants censats

### Habitatges
El 2007 hi havia 127 habitatges, 103 eren l'habitatge principal de la família, 15 eren segones residències i 10 estaven desocupats. Tots els 127 habitatges eren cases. Dels 103 habitatges principals, 89 estaven ocupats pels seus propietaris, 8 estaven llogats i ocupats pels llogaters i 5 estaven cedits a títol gratuït; 2 tenien una cambra, 4 en tenien dues, 9 en tenien tres, 32 en tenien quatre i 56 en tenien cinc o més. 73 habitatges disposaven pel capbaix d'una plaça de pàrquing. A 33 habitatges hi havia un automòbil i a 62 n'hi havia dos o més.

### Piràmide de població
La piràmide de població per edats i sexe el 2009 era:
| Homes | Edats   | Dones |
| ----- | ------- | ----- |
| 0     | 95 o +  | 0     |
| 0     | 90 a 94 | 4     |
| 0     | 85 a 89 | 0     |
| 0     | 80 a 84 | 0     |
| 8     | 75 a 79 | 8     |
| 8     | 70 a 74 | 0     |
| 8     | 65 a 69 | 8     |
| 4     | 60 a 64 | 0     |
| 4     | 55 a 59 | 0     |
| 16    | 50 a 54 | 16    |
| 8     | 45 a 49 | 8     |
| 8     | 40 a 44 | 8     |
| 20    | 35 a 39 | 12    |
| 0     | 30 a 34 | 4     |
| 8     | 25 a 29 | 8     |
| 8     | 20 a 24 | 0     |
| 4     | 15 a 19 | 0     |
| 0     | 10 a 14 | 4     |
| 12    | 5 a 9   | 12    |
| 20    | 0 a 4   | 0     |

## Economia
El 2007 la població en edat de treballar era de 185 persones, 138 eren actives i 47 eren inactives. De les 138 persones actives 126 estaven ocupades (62 homes i 64 dones) i 12 estaven aturades (7 homes i 5 dones). De les 47 persones inactives 17 estaven jubilades, 14 estaven estudiant i 16 estaven classificades com a «altres inactius».

### Ingressos
El 2009 a Orrouer hi havia 100 unitats fiscals que integraven 269,5 persones, la mediana anual d'ingressos fiscals per persona era de 19.052 €.

### Activitats econòmiques
Dels 8 establiments que hi havia el 2007, 1 era d'una empresa alimentària, 1 d'una empresa de fabricació d'altres productes industrials, 3 d'empreses de construcció, 1 d'una empresa de comerç i reparació d'automòbils, 1 d'una empresa financera i 1 d'una empresa de serveis.
Dels 3 establiments de servei als particulars que hi havia el 2009, 2 eren guixaires pintors i 1 lampisteria.
L'únic establiment comercial que hi havia el 2009 era una fleca.
L'any 2000 a Orrouer hi havia 11 explotacions agrícoles que ocupaven un total de 686 hectàrees.

## Poblacions més properes
El següent diagrama mostra les poblacions més properes.